# Особняк на Потанинской улице, 10а
Особняк на Потанинской улице, 10а — двухэтажный дом, расположенный в Центральном районе Новосибирска. Построен в 1915 году. Памятник архитектуры регионального значения.

## История
В 1922 году в особняке разместилась редакция литературно-художественного журнала «Сибирские огни».
В 2017 году в здании произошёл пожар из-за воспламенения в системе воздуховода.
По данным на 2018 год особняк занимали три ресторана.
В апреле 2021 года на Потанинской, 10а открылась стоматологическая клиника MagicKids.

## Описание
Здание представляет собой типичный образец доходного дома Новониколаевска (совр. Новосибирск) начала XX века.
Дом стоит на ленточном бутовом фундаменте.
Выходящий на красную линию застройки Потанинской улицы главный (южный) фасад прямоугольного в плане здания имеет выступающий объём тамбура.
Первый этаж сделан из кирпича, стены второго этажа бревенчатые, обшитые деревянной рейкой. Первоначальная обшивка из тёса была утрачена.
Под домом расположен подвал с кирпичными оштукатуренными и побеленными стенами. 
Перекрытия сделаны из дерева, над подвалом — из железобетона. Одно из подвальных помещений имеет перекрытие в виде кирпичных сводов по металлическим балкам.
Крыша здания двускатная стропильная с металлической кровлей.
Декор лаконичен. Лучковое завершение и наличники окон первого этажа имеют одинаковые очертания.
Этажи дома разделены рельефным кирпичным карнизом в форме декоративных кронштейнов.
Корона с упрощенным пропильным рисунком на надоконной доске украшает наличники окон второго этажа.
Габариты здания — 19,15 × 10,90 м.